# Sigiloch
Sigiloch († evtl. 1288) war Abt des Benediktinerklosters Münsterschwarzach. Als solcher ist er allerdings lediglich in die Abtsreihe von Heinrich Wagner eingetragen. Aus diesem Grund ist auch die Amtszeit dieses Abtes nicht überliefert. Wagner geht von einem Abbatiat in den siebziger und achtziger Jahren des 13. Jahrhunderts aus.

## Münsterschwarzach vor Sigiloch
Abt Sigiloch war bereits der achtundzwanzigste Abt, der das Kloster Münsterschwarzach leitete. Nachdem im 11. Jahrhundert die Abtei endgültig den Würzburger Bischöfen unterstellt worden war, die das Kloster zu einem bischöflichen Eigenkloster machten, wurden vor allem Äbte eingesetzt, die die Reformen von Gorze festigen sollten. Neben vielen anderen tat sich hierin besonders der spätere Heilige Egbert von Münsterschwarzach hervor.
Mit dem 12. Jahrhundert verlor Gorze langsam seine Ausstrahlungskraft. Nun waren die Hirsauer Reformen aus dem Schwarzwald das Maß aller Dinge. Sofort ließen die Bischöfe Abt Dietrich I. in die Mainabtei holen; er sollte die Erneuerungen umsetzen. Das 13. Jahrhundert begann mit dem Scheitern der Reformen, die allerdings dennoch einigen Einfluss auf die Abtei gehabt hatten. Die folgende Quellenarmut sorgte dafür, dass einige Äbte den Klosterchronisten nicht bekannt sind. So ist auch der Todestag des Abtes Arnold umstritten.

## Leben
Erstmals überliefert ist Sigiloch als Prior von Münsterschwarzach im Jahr 1260. Als Abt tauchte er ebenfalls nicht in den Abtsreihen der Klosterchronisten auf, sodass seinem Vorgänger eine Amtszeit von 18 Jahren zugewiesen wurde. Erstmals erwähnt wurde Sigiloch erst am 23. September 1277, als er in einer Urkunde mit dem Würzburger Stadtkloster St. Stephan eine Gebetsverbrüderung abschloss. Er wird zu diesem Zeitpunkt wohl bereits Abt gewesen sein.
Eine weitere Urkunde die Sigiloch erwähnt, stammt aus dem Jahr 1281. Hier wurde der Name des Abtes von Münsterschwarzach jedoch nicht explizit genannt. Am 20. Dezember 1283 tauchte er dann wieder namentlich in den Urkunden des Klosters auf. Im gleichen Jahr griff eine Auseinandersetzung zwischen den Grafen Henneberg und Castell, gegen das Hochstift Würzburg auch auf die Klostergüter über: Die Stadt Schwarzach, sowie das Kloster selbst wurden geplündert, konnten jedoch vor der totalen Zerstörung gerettet werden.
Abt Sigiloch kümmerte sich in seiner Amtszeit, trotz der ständig drohenden Kriegsgefahr, auch darum die verpfändeten Klosterbesitzungen wieder zurückzukaufen. Unter der Zustimmung des Würzburger Bischofs Berthold II. von Sternberg erwarb Münsterschwarzach so von der Witwe Gertrud von Zabelstein die Vogtei über Gerlachshausen zurück. Letztmals wurde Sigiloch 1285 erwähnt. Er verstarb wohl im Jahr 1288, da sein Nachfolger erstmals 1289 in den Quellen auftaucht. Das genaue Datum ist unbekannt.